# Friedrich von Bismark
Friedrich August Ludwig Graf von Bismark (ab 1862 von Bismarck-Schierstein)  (* 19. August 1809 in Wiesbaden-Biebrich; † 16. April 1893 in Wiesbaden-Schierstein) war ein deutscher Jurist und Abgeordneter.

## Leben

### Herkunft und Familie
Friedrich wurde als Sohn des Johann Heinrich Ludwig von Bismark und dessen Gemahlin  Anna Maria von Breidbach-Bürresheim gen. von Riedt (1789–1871) geboren. 1830 wurde er mit Genehmigung des württembergischen Königs von seinem Onkel Friedrich Wilhelm von Bismarck adoptiert. Damit verbunden war die Genehmigung, den württembergischen Grafentitel zu führen.
Am  14. Juni 1847 heiratete er in Kopenhagen Charlotte Henriette Williams-Wynn (* 1. November 1815; † 17. September 1873)
Aus der Ehe sind die Kinder  Marie Henriette Katharina (* 1848), Helene Auguste Wilhelmine (* 1850, ⚭  Wilfred Cripps, † 1903, Friedensrichter der Grafschaften Gloucester und Kent) und Otto Franz Karl (1854–1910, Leutnant der Landwehrkavallerie) hervorgegangen.

### Wirken
Friedrich absolvierte ein Studium der Rechtswissenschaften und trat in die Dienste des preußischen Staates. Später wurde er nassauischer Regierungs- und Legationsrat und war auch Kammerherr.
In den Jahren 1846 bis 1847 war er als Vertreter des Fürsten Philipp von der Leyen Mitglied der Herrenbank der Landstände des Herzogtums Nassau und von 1855 bis 1857 als Vertreter des Erzherzogs Stephan von Österreich  Mitglied der Ersten Kammer der Nassauischen Landstände. 1866 war er deren Gesandter beim Bundestag des Deutschen Bundes.
In Bad Ems war er während der Kurzeit Badekommissar und in den Jahren 1855 bis 1866 Direktor der Badeanstalten.